# Marius Lleget
Màrius Lleget Colomer (Granollers, 1917, Barcelona, 1988). Periodista, escritor y pionero en España en la divulgación de la ufología y la astronáutica. 
Interesado desde muy joven por la ciencia en general y por la astronomía en particular, se sintió atraído por la vida extraterrestre a raíz de las noticias de prensa que vio publicadas sobre objetos voladores no identificados, en Escandinavia (año 1946). 
Fue cofundador en 1947 de la Asociación Astronómica Aster y, en 1958, del CEI (Centro de Estudios Interplanetarios) de Barcelona. Cofundador de la revista Karma-7 y cronista del CRIS (Centro de Recuperación y de Investigaciones Submarinas). Jefe de sección de la revista Paraciencias (dirigida en 1978 por Luis Cárcamo). Redactor de la revista "Ecos de Parapsicología" (1977-1980), coordinador de redacción de la revista "Cuadernos de Investigación Templaria" (1985). 
Ameno conferenciante, colaborador de numerosos medios escritos (ALGO, Karma-7, Mundo Desconocido, “Cíclope: la Incógnita del Espacio”, etc.) y radiofónicos, fue autor de una treintena de títulos sobre diversos temas; en especial de astronáutica y astronomía. 
Lleget fue pionero en investigar sobre los llamados "agujeros negros" y sobre la incipiente contaminación del mar Mediterráneo.
A Màrius Lleget se le conocieron tres pseudónimos: Marius Alexander, Xavier Colom y Allen Webster.